# Gwynia macrodentata
Gwynia macrodentata is een soort brachiopode. Net als alle brachiopoden heeft G. macrodentata een tweekleppige schelp en hij zit met een korte steel vast, meestal aan kleine stukjes schelp of steen. Brachiopoden verzamelen hun voedsel, voornamelijk diatomeeën en dinoflagellaten met een lofofoor, een ring met daarop twee holle tentakels. Op die lofofoor zitten cilia, kleine zweephaartjes, waarmee een waterstroom naar de mond opgewekt wordt. G. macrodentata komt voor tussen Nieuw-Zeeland en Tasmanië.